# 1590
1590 (MDXC) byl rok, který dle gregoriánského kalendáře započal pondělím.

## Události
- 30. července zemský sněm pánů a rytířů, který se konal na Slezsko-ostravském hradě uznal českou řeč (jazyk), jako jediný úřední jazyk v Těšínském knížectví.
- Parné léto a pak hladomor v zimě 1590/1591 provázený vzrůstem počtu žebráků, loupeží a přepadení. Šíření fám o jezuitském spiknutí proti utrakvistům – lidé chodili na bohuslužby ozbrojeni.
- William Shakespeare píše v Anglii divadelní hry

### Probíhající události
- 1562–1598 – Hugenotské války
- 1568–1648 – Osmdesátiletá válka
- 1568–1648 – Nizozemská revoluce
- 1585–1604 – Anglo-španělská válka
- 1589–1594 – Obléhání Paříže
- 1590–1600 – Povstání Jang Jing-lunga

## Narození
Česko
- ? – Jan mladší Bruntálský z Vrbna, opavský zemský hejtman († 4. června 1642)
- ? – Eliška Kateřina Smiřická, česká šlechtična († 1. února 1620)
- ? – Rudolf Žejdlic ze Šenfeldu, český šlechtic († 28. září 1622)
- ? – Albrecht Václav Smiřický ze Smiřic, český šlechtic († 24. dubna 1614)

Svět
- 9. ledna – Simon Vouet, francouzský barokní malíř († 30. června 1649)
- 18. dubna – Ahmed I., osmanský sultán († 22. listopadu 1617)
- 12. května – Cosimo II. de Medici, toskánský velkovévoda († 28. února 1621)
- 13. července – Klement X., papež († 22. července 1676)
- 7. srpna – Arcivévoda Karel Habsburský, biskup brixenský, místokrál portugalský († 28. prosince 1624)
- ? – Grigore Ureche, moldavský kronikář († 1647)
- ? – Giovanni Battista Zupi, ,jezuitský kněz, matematik a astronom († 1650)
- ? – Kösem Sultan, právoplatná manželka sultána Ahmeda I., Haseki a později Valide Sultan Osmanské říše. Od roku 1623 pak oficiální vladařka říše (jako regentka pro svého nezletilého syna Murada IV.) († 3. září 1651)
- ? – Mahfiruz Hatice Sultan, první manželka sultána Ahmeda I., matka sultána Osmana II., Valide Sultan Osmanské říše. (Funkci však nebyla schopna plně využívat, jelikož jí Osman II. nechal vyhnat ze sultánského paláce) († 26. října 1620)

## Úmrtí
Česko
- 5. ledna – Adam z Ditrichštejna, rakouský šlechtic a zakladatel moravské větve Ditrichštejnů (* 9. října 1527)
- 2. února – Martin Medek z Mohelnice, velmistr Křižovníků s červenou hvězdou a arcibiskup pražský (* 1538)

Svět
- 12. února – François Hotman, francouzský[spisovatel (23. srpna 1524)
- 10. července – Karel II. Štýrský, štýrský arcivévoda (* 3. června 1540)
- 21. července – Žofie Württemberská, sasko-výmarská vévodkyně (* 20. listopadu 1563)
- 22. července – Leone Leoni, italský sochař a zlatník (* 1509)
- 10. srpna – Udžimasa Hódžó, vůdce klanu Hódžó (* 1538)
- 27. srpna – Sixtus V., papež (* 13. prosince 1521)
- 27. září – Urban VII., papež (* 4. srpna 1521)
- 17. října – Anna Habsburská, dcera císaře Ferdinanda I., vévodkyně bavorská (* 7. července 1528)
- 23. října – Bernardino de Sahagún, španělský misionář (* 1499)
- 10. prosince– Magdalena Habsburská, rakouská arcivévodkyně, dcera císaře Ferdinanda I. (14. srpna 1532)
- 20. prosince – Ambroise Paré, francouzský královský chirurg (* 1510)
- ? – Castore Durante, italský lékař, botanik a básník (* 1529)
- ? – Don Angelo Pietra, italský mnich, významný ekonom (* 1550)
- ? – Kristina Dánská, dánská princezna (* 1521)
- ? – Hubbi Hatun, osmanská dvorní dáma a básnířka (* ?)
- ? – Fatma Sultan, osmanská princezna a dcera sultána Selima II. (* asi 1559)

## Hlavy států
- České království – Rudolf II.
- Svatá říše římská – Rudolf II.
- Papež – Sixtus V. – Urban VII. – Řehoř XIV.
- Anglické království – Alžběta I.
- Francouzské království – Jindřich IV.
- Polské království – Zikmund III. Vasa
- Uherské království – Rudolf II.
- Osmanská říše – Murad III.
- Perská říše – Abbás I. Veliký